# Кити Кели
Кити Кели (на английски: Kitty Kelley) е американска разследваща журналистка и писателка на произведения в жанра биографии на известни личности, авторка на неоторизирани биографии на Жаклин Кенеди Онасис, Елизабет Тейлър, Франк Синатра, Нанси Рейгън, британското кралско семейство, семейство Буш, Опра Уинфри и Мартин Лутър Кинг.

## Биография и творчество
Кити Кели е родена на 4 април 1942 г. в Спокан, Вашингтон, САЩ, като най-голямото от седемте деца на Уилям Кели, адвокат, и Адел Мартин. Завършва частната католическа девическа гимназия в Сиатъл. Следва първоначално в университета на Аризона, но после получава бакалавърска степен по английска филология във Вашингтонския университет в Сиатъл.
След дипломирането си работи на Световното изложение в Ню Йорк през 1964 г. и става рецепционист-прессекретар на сенатор Юджийн Маккарти, при когото работи в продължение на четири години. После работи две години като журналист за „Вашингтон Поуст“, а след това преминава на свободна практика. Нейни статии са публикувани в „New York Times“, „Wall Street Journal“, „Newsweek“, „The Washington Post“, „People“, „Ladies Home Journal“, „McCall's“, „Los Angeles Times“ и „The Chicago Tribune“.
През 1976 г. се жени за Майкъл Еджли, който по-късно напуска работата си и ѝ помага за книгата за Елизабет Тейлър. Развеждат се през 1989 г. През 1992 г. та се омъжва за алерголога Джон Зукър. Той почива през 2011 г.
Първата ѝ книга „Jackie Oh! An intimate biography“ (Джаки О! Интимна биография) е издадена през 1978 г. В книгата си описва женкарството на Джон Ф. Кенеди и включва „разкрития“ за любовния живот на Онасис, нейната депресия и лечение. Следват биографиите ѝ за Елизабет Тейлър, за Франк Синатра, аплодирана от критиката, за Нанси Рейгън, и др.
Книгите ѝ стават бестселъри, макар да се считат подвластни на сензационните клюки, а източниците ѝ не виваги се считат за достоверни. Въпреси, че е критикувана и книгите ѝ се обсъждат горещо, тя никога не е била успешно съдена за клевета и никога не е била принуждавана да премахне части от книгите си.
За произведенията си печели наградата за цензура на PEN.Оукланд за 2005 г., наградата за изключителен автор от Американското общество на журналистите и авторите ]за нейното „смело писане за популярната култура“ и награда за цялостни постижения от „Washington Independent Review of Books“. През 1999 г. Университетът на Вашингтон я обявява за една от 100-те от „Най-известните, завладяващи и влиятелни възпитаници от последните 100 години“.
Кити Кели живее във Вашингтон.

## Произведения
- Jackie Oh! An intimate biography (1978)[1]
- Elizabeth Taylor: The Last Star (1981)
- His Way: Unauthorised Biography of Frank Sinatra (1986)
- Nancy Reagan: The Unauthorised Biography (1991)
- The Royals (1997)
Вести от кралския двор, изд.: ИК „Хемус“, София (1998), прев. Станислава Миланова
- The Family: The Real Story of the Bush Dynasty (2004)
Семейството. Истинската история на династията Буш, изд.: ИК „Прозорец“, София (2005), прев. Маргарита Вачкова и др.
- Oprah: A Biography (2010)[2]
- Capturing Camelot: Stanley Tretick's Iconic Images of the Kennedys (2012)
- Let Freedom Ring: Stanley Tretick's Iconic Images of the March on Washington (2013)
- Martin's Dream Day (2017) – за деца